# Cláudio Alvim Barbosa
Cláudio Alvim Barbosa, o poeta Zininho, (Biguaçu, 8 de maio de 1929 — Florianópolis, 5 de setembro de 1998) foi um compositor brasileiro de música popular.
Nascido na localidade de Três Riachos, durante a infância viveu no Largo 13 de Maio (atual Praça Tancredo Neves), tendo o antigo casario da rua Menino Deus e o Hospital de Caridade como vizinhos. Sua adolescência foi no continente, no balneário do Estreito. Desde jovem, foi atraído por atividades radiofônicas. Trabalhou nas rádios Diário da Manhã e Guarujá, onde fez de tudo um pouco: cantor, rádio-ator, sonoplasta, técnico de som e produtor.
Foi nesta época de ouro do rádio, nas décadas de 1940 a 1960, que compôs mais de cem músicas, de marchinha a samba-canção. Destacam-se "A Rosa e o Jasmim", "Quem é que não chora", "Princesinha da Ilha" e o Rancho de Amor à Ilha, escolhido em 1965, através de um concurso, como hino oficial do município de Florianópolis. Também é de sua autoria o hino de Rio Negro, intitulado "Rio Negro Botão de Rosa" e o hino de Joinville, de nome "Joinville, Cidade das Flores".
Depois da manifestação de um enfisema, Zininho recolheu-se em seu apartamento, no bairro continental do Abraão. Sucumbiu à moléstia em 5 de setembro de 1998, no hospital Nereu Ramos.

## Composições
- Eu sou assim
- O que seria de mim
- Num cantinho qualquer
- Jardim dos meus amores
- A Margarida e o Mal-me-quer
- Viva a Natureza
- É tão tarde
- Pra que negar
- Insônia
- Falta de você
- Saudade, meu bem, saudade
- Se o amor é isso
- Desespero
- Largo 13 de Maio
- Magia do Morro
- Você há de pagar
- Deixa a porta aberta
- Miramar
- Preconceito Racial
- Homenagem à Princesa.